# Elections Yukon
Elections Yukon — независимое ведомство, действующее на канадской территории Юкон. Осуществляет надзор за выборами и референдумами на Юконе, включая:
- все всеобщие выборы и дополнительные выборы 19 членов Законодательной ассамблеи Юкона, согласно Закону о выборах[3];
- выборы в школьный совет, а также довыборы[4];
- все референдумы.

Офис Elections Yukon расположен в Главном здании правительственной администрации в Уайтхорсе.

## Руководство
- Х. Максвелл Харви — главный избирательный директор[5];
- Дэвид Уилки — помощник главного избирательного директора[5].

В каждом избирательном округе назначается один специалист по кандидатам для подготовки и проведения предвыборных мероприятий, связанных с местными выборами. Они отвечают за проверку избирательных участков, а также за управление подсчётом голосов и выборами. Эта должность существует в целях обеспечения готовности к выборам. Специалисты также назначаются для проведения выборов школьного совета, а также дополнительных выборов (если такие должны пройти).

## Выборы на Юконе
Любой человек старше 18 лет имеет право голосовать на местных выборах на Юконе.
Избирательные участки идентифицируются на информационных карточках избирателей, которые обычно приходят по почте накануне дня выборов. Юконцы также могут ввести свой адрес, чтобы найти назначенный избирательный участок для своего адреса через официальный веб-сайт Elections Yukon.
Если имя избирателя отсутствует в официальном списке избирателей, регистрационный бланк может быть заполнен во время голосования при условии предоставления разрешённого удостоверения личности.
Формы разрешённой идентификации включают выданные правительством лицензии или медицинские карты. В качестве альтернативы избиратели могут предъявить две другие формы удостоверения личности, включая выписку по кредитной карте и библиотечные карточки, при условии, что хотя бы одна часть удостоверения личности включает текущий адрес избирателя.